# 486 Cremona
För andra betydelser, se Cremona (olika betydelser).
486 Cremona eller 1902 JB är en asteroid i huvudbältet, som upptäcktes den 11 maj 1902 av den italienske astronomen Luigi Carnera. Den är uppkallad efter den italienska staden Cremona.
Asteroiden har en diameter på ungefär 22 kilometer.